# Danazol
Danazol (łac. Danazolum) – organiczny związek chemiczny z grupy steroidów. Jest syntetycznym hormonem o strukturze chemicznej zbliżonej do testosteronu i ethisteronu, lek hamujący syntezę i uwalnianie gonadotropin oraz syntezę hormonów jajnika. Wywiera działanie androgenne, które ogranicza jego zastosowanie oraz niewielkie estrogenne i progestagenne. W wyniku jego zastosowania dochodzi do:
- zahamowania owulacji
- braku lub skrócenia trwania krwawień miesiączkowych
- zaniku endometrium

## Wskazania
- endometrioza[6]
- łagodne choroby sutka
- pierwotne obfite krwawienia miesiączkowe
- zespół napięcia przedmiesiączkowego
- ginekomastia
- wybrane przypadki trombocytopenii
- obrzęk Quinckego

## Przeciwwskazania i działania niepożądane
Przeciwwskazania
- ciąża i okres karmienia piersią
- porfiria
- choroby nerek
- choroby wątroby
- cukrzyca
- zaburzenia krzepnięcia krwi
- nie stosować dłużej niż 6 miesięcy

Działanie niepożądane
- zwiększenie masy ciała
- nudności, wymioty,
- bóle i zawroty głowy
- apatia
- trądzik
- nadmierne owłosienie
- zmniejszenie wielkości sutków
- nie stosować razem z :
  - lekami przeciwkrzepliwymi
  - doustnymi lekami antykoncepcyjnymi
  - lekami przeciwpadaczkowymi

## Dawkowanie
Ściśle według wskazań lekarza. Zakres dawek 0,1 do 0,8 g na dobę.
W przypadku objawów ubocznych (zwłaszcza objawów wirylizacji) leczenie należy przerwać.

## Dostępne preparaty
- Danazol, Danoval, Danol-Danazol